# Bankowość prywatna
Bankowość prywatna (ang. private banking) – ogół usług świadczonych dla najzamożniejszych klientów indywidualnych (ang. HNWI, high net-worth individuals), obejmujący przede wszystkim długoterminowe zarządzanie ich aktywami finansowymi (w celu ochrony oraz pomnażania) oraz obsługę ich bieżących potrzeb finansowych.
Z usług bankowości prywatnej mogą korzystać osoby fizyczne, które spełniają kryteria ustalone przez instytucje świadczące takie usługi (np. dysponują określoną wartością aktywów finansowych). Kryteria klasyfikacji klientów do segmentu usług bankowości prywatnej różnią się pomiędzy poszczególnymi krajami, a także między samymi instytucjami.
Obsługa klienta w ramach bankowości prywatnej jest zindywidualizowana. Instytucja świadcząca takie usługi opracowuje indywidualną, długoterminową strategię zarządzania majątkiem klienta, któremu zostaje przydzielony tzw. osobisty doradca. Do najpopularniejszych usług bankowości prywatnej można zaliczyć m.in.: indywidualnie dopasowane do potrzeb klienta lokaty i produkty kredytowe, nowoczesne produkty depozytowo-inwestycyjne, prestiżowe karty kredytowe.
Private banking jest kojarzony przede wszystkim z produktami i usługami bankowymi. Jednak oferta private banking może uwzględniać dużo szerszy zakres usług finansowych oraz pozafinansowych (np. inwestycje na rynku nieruchomości, wsparcie klienta w jego działalności filantropijnej). Oferta bankowości prywatnej powiązana może być również z szeroko rozumianym doradztwem prawnym, turystyką, sportem, opieką medyczną, edukacją czy też kolekcjonerstwem dzieł sztuki.

## Historia
Pierwotnie świadczeniem usług bankowości prywatnej zajmowali się prywatni bankierzy (stąd nazwa private banking), jednak z czasem grono to znacznie się powiększyło i obecnie obejmuje nie tylko banki inwestycyjne, detaliczne czy uniwersalne, ale także niezależnych doradców finansowych czy brokerów. Na świecie wykształciły się dwa podstawowe modele bankowości prywatnej, tj. model doradczy (w Europie) oraz model brokersko-dealerski (w Stanach Zjednoczonych). W modelu doradczym duży nacisk jest kładziony na doradztwo finansowe i stosują go przede wszystkim banki uniwersalne. W modelu brokersko-dealerskim zasadniczą rolę pełnią firmy asset management. Praktyka rynkowa wskazuje jednak, że różnice między wspomnianymi modelami stopniowo się zacierają.

## Bankowość prywatna w Polsce
Historia usług bankowości prywatnej w Polsce jest krótka. Podwyższony standard obsługi zamożniejszych klientów pojawił się nie wcześniej niż w latach 90. XX wieku.  Bank Handlowy w Warszawie w 1993 r. udostępnił jako pierwszy tego typu usługę dla klientów indywidualnych. W drugiej połowie lat 90. świadczeniem usług bankowości prywatnej zainteresowała się większość banków detalicznych w kraju. Według badań przeprowadzonych w 2010 roku klient usług bankowości prywatnej w Polsce różni się od klienta na Zachodzie głównie tym, iż u polskiego klienta brak jeszcze bogactwa dziedziczonego, a majątki znajdują się cały czas w rękach osób, które tę zamożność tworzyły i brak jeszcze znajomości standardów tego, jak taki klient powinien być obsługiwany. W Polsce z usług bankowości prywatnej mogą korzystać osoby dysponujące co najmniej 0,5-1,0 mln zł aktywów finansowych, które mogą powierzyć w zarządzanie.

## Ranking banków świadczących usługi typuprivate banking
| L.p. | Instytucje                    | Aktywa w zarządzaniu (USD mld) |
| ---- | ----------------------------- | ------------------------------ |
| 1    | UBS                           | 1966,9                         |
| 2    | Bank of America Merrill Lynch | 1866,6                         |
| 3    | Morgan Stanley                | 1454,0                         |
| 4    | Credit Suisse                 | 888,2                          |
| 5    | Royal Bank of Canada          | 673,2                          |
| 6    | BNP Paribas                   | 395,1                          |
| 7    | Deutsche Bank                 | 384,1                          |
| 8    | HSBC                          | 382,0                          |
| 9    | JPMorgan Chase                | 361,0                          |
| 10   | Pictet                        | 338,1                          |